# 시오노마치촌
시오노마치촌(塩野町村)은 니가타현 이와후네군에 있던 촌이다. 

## 역사
- 1889년 4월 1일 - 정촌제 시행에 수반해 이와후네군 시오노마치촌이 성립하였다.
- 1954년 10월 1일 - 다테노코시촌, 미오모테촌, 다카네촌, 사루사와촌과 합병해 아사히촌이 되어 소멸하였다.

## 참고문헌
- 『市町村名変遷辞典』東京堂出版、1990年。